# Saint-Barthélemy-le-Plain
Saint-Barthélemy-le-Plain – miejscowość i gmina we Francji, w regionie Owernia-Rodan-Alpy, w departamencie Ardèche.
Według danych na rok 1990 gminę zamieszkiwało 587 osób, a gęstość zaludnienia wynosiła 31 osób/km² (wśród 2880 gmin regionu Rodan-Alpy Saint-Barthélemy-le-Plain plasuje się na 1071. miejscu pod względem liczby ludności, natomiast pod względem powierzchni na miejscu 547.).